# Le Garde du corps (film, 1984)
Pour les articles homonymes, voir Le Garde du corps.
Pour plus de détails, voir Fiche technique et Distribution.
Le Garde du corps est un film français réalisé par François Leterrier, sorti en 1984.

## Synopsis
Préparant pour le Daily Mirror un article sur le mariage en France, Barbara Penning, une jeune journaliste anglaise, se fait passer pour une cliente dans une agence matrimoniale à Paris. C'est ainsi qu'elle rencontre Julien Duchemin, le séduisant propriétaire d'un parc zoologique. Elle s'éprend de lui et, très vite, tous deux se marient. Mais Paul Domec, le comptable de l'agence, est lui-même tombé fou amoureux de Barbara. Or, il apprend que les deux premières femmes de Julien sont mortes dans d'étranges circonstances, lui "permettant" à chaque fois de toucher une importante somme d'argent au titre de l'assurance-décès. Il découvre également que Julien a besoin de trouver rapidement 3 millions de francs pour sauver son zoo de la faillite. Persuadé que Julien s'apprête à éliminer Barbara, Paul décide de la protéger et suit ainsi le couple jusqu'au Maroc.

## Fiche technique
- Titre : Le Garde du corps
- Réalisation : François Leterrier
- Scénario : Didier Kaminka et François Leterrier
- Production : Uranium Films
- Directeur de production: Alain Darbon
- Musique : Jean-Pierre Sabar
- Photographie : Jean-Paul Meurisse et Eduardo Serra
- Montage : Claudine Bouché
- Décors : Loula Morin
- Costumes : Sylvie Gautrelet et Emmanuelle Kahn
- Pays d'origine :  France
- Format : Couleurs - 1,85:1 - Dolby Digital - 35 mm
- Genre : comédie romantique
- Durée : 100 minutes
- Date de sortie : France - 15 février 1984
- Affiche : Michel Landi (France)

## Distribution
- Jane Birkin : Barbara Penning
- Gérard Jugnot : Paul Domec
- Sami Frey : Julien Duchemin
- Didier Kaminka : André
- Nicole Jamet : Claudine
- Évelyne Didi : Jocelyne
- Daniel Langlet : François
- Élisa Servier : Catherine
- Jacqueline Doyen : Yvette Domec, la mère de Paul
- François Siener : Martial
- Flore Fitzgerald : Sara
- Noureddine Bikr :
- Simone Roche : Huguette
- Jacques Mathou : le gardien du parc
- Dorothée Picard : la vieille fille
- Daniel Vérité : le chef cuisinier
- Isabelle de Botton : l'employée de l'agence de tourisme au téléphone

## Autour du film
- Le tournage s'est déroulé en 1983 à Paris, notamment au Parc Montsouris, au Parc animalier de Thoiry et au Maroc (la lune de miel), dont plusieurs scènes dans un hôtel de Marrakech.